# Reichental Ferenc
Reichental Ferenc (František Reichentál; Nagylég, 1895. május 6. - New York, 1971. április 5.) festő.

## Élete
1915-ben a budapesti Magyar Képzőművészeti Főiskolán tanult, ahol mestere Glatz Oszkár volt. Tanulmányait megszakítva az orosz frontra került, ahol fogságba esett. 1920-1921-ben Szentpétervárott orosz avantgárd közösséggel ismerkedett. 1921-ben tért haza Csehszlovákiába. 1922-től a Szlovákiai Művészek Szövetségének tagja, együttműködött Harmos Károllyal és komáromi körével. 1923-1925 között németországi tanulmányútja során a német expresszionizmus hatott rá. 1926-ban Párizsban Klepetár János nagyobb összeget csalt ki tőle. Hazatérése után a művészi tevékenységen kívül oktatással is foglalkozott. 1931-ben magán festőiskolát nyitott Pozsonyban, 1934-1938 között a pozsonyi Iparművészeti Középiskola tanára volt. 1939-ben Magyarországra emigrált, majd 1944-1948 között ismét (Cseh)Szlovákiában élt. 1948-ban az Amerikai Egyesült Államokba távozott.
Művészi pályája kezdetén az expresszionizmus hatott rá, még a 30-as években is a legmerészebb szlovákiai modern művészek között tartották számon. A portré, tájképfestészet és csendélet műfajában a modern tendenciákat követte, amelyben a 30-as években megjelent a szürrealizmus szemlélete is. A holokauszt mély nyomot hagyott művészetében, s az 50-es évek végéig főképp ezt a témát dolgozta fel. Megváltozott a stílusa. 1969-től az ENSZ Művészeti Szövetségének tagja, és ő tervezte az ENSZ 1970. évi emlékbélyegét.
Alkotásai többek között megtalálhatóak a Pozsony Városi Galéria, Érsekújvárott, a rigai Külföldi Művészek Múzeuma, a budapesti Magyar Nemzeti Galéria, a Nyitrai Galéria, a pozsonyi Szlovák Nemzeti Galéria, a komáromi Duna Menti Múzeum, a kassai Kelet-szlovákiai Múzeum, a moszkvai Puskin Múzeum gyűjteményében, illetve izraeli, ausztriai, kanadai és egyesült államok-beli közgyűjteményekben.